# La vida de los peces
La vida de los peces é um filme de drama chileno de 2010 dirigido e escrito por Matías Bize. Foi selecionado como representante do Chile à edição do Oscar 2011, organizada pela Academia de Artes e Ciências Cinematográficas.

## Elenco
- Santiago Cabrera - Andrés
- Blanca Lewin - Beatriz
- Antonia Zegers - Mariana
- Víctor Montero - Pablo
- Sebastián Layseca - Ignacio
- Juan Pablo Miranda - Roberto